# Hugo W. Doppler
 (août 2022).
La mise en forme du texte ne suit pas les recommandations de Wikipédia : il faut le « wikifier ».
Les points d'amélioration suivants sont les cas les plus fréquents. Le détail des points à revoir est peut-être précisé sur la page de discussion.
- Les titres sont pré-formatés par le logiciel. Ils ne sont ni en capitales, ni en gras.
- Le texte ne doit pas être écrit en capitales (les noms de famille non plus), ni en gras, ni en italique, ni en « petit »…
- Le gras n'est utilisé que pour surligner le titre de l'article dans l'introduction, une seule fois.
- L'italique est rarement utilisé : mots en langue étrangère, titres d'œuvres, noms de bateaux, etc.
- Les citations ne sont pas en italique mais en corps de texte normal. Elles sont entourées par des guillemets français : « et ».
- Les listes à puces sont à éviter, des paragraphes rédigés étant largement préférés. Les tableaux sont à réserver à la présentation de données structurées (résultats, etc.).
- Les appels de note de bas de page (petits chiffres en exposant, introduits par l'outil «  Source ») sont à placer entre la fin de phrase et le point final[comme ça].
- Les liens internes (vers d'autres articles de Wikipédia) sont à choisir avec parcimonie. Créez des liens vers des articles approfondissant le sujet. Les termes génériques sans rapport avec le sujet sont à éviter, ainsi que les répétitions de liens vers un même terme.
- Les liens externes sont à placer uniquement dans une section « Liens externes », à la fin de l'article. Ces liens sont à choisir avec parcimonie suivant les règles définies. Si un lien sert de source à l'article, son insertion dans le texte est à faire par les notes de bas de page.
- La présentation des références doit suivre les conventions bibliographiques. Il est recommandé d'utiliser les modèles {{Ouvrage}}, {{Chapitre}}, {{Article}}, {{Lien web}} et/ou {{Bibliographie}}. Le mode d'édition visuel peut mettre en forme automatiquement les références.
- Insérer une infobox (cadre d'informations à droite) n'est pas obligatoire pour parachever la mise en page.

Pour une aide détaillée, merci de consulter Aide:Wikification.
Si vous pensez que ces points ont été résolus, vous pouvez retirer ce bandeau et améliorer la mise en forme d'un autre article.
 (août 2022).
 (août 2022).
Pour les articles homonymes, voir Doppler.
Hugo Werner Doppler (né le 26 juillet 1942 à Baden dans le canton d'Argovie) est un numismate suisse.

## Biographie
De 1961 à 1963, H. W. Doppler suit une formation de libraire à Zurich, puis travaille dans des librairies à Lübeck, Bâle, Oxford et Vienne. En 1967, il rejoint la librairie paternelle à Baden (propriété de la famille depuis 1885), qu'il dirige jusqu'en 2005. La librairie Doppler est aujourd'hui gérée par des privés sous le même nom.
Dès l'école primaire, il entretient des contacts avec le collectionneur Walter Niggeler (de) (1878–1964) de Baden, qui lui permet de découvrir sa collection de monnaies et l’encourage. Depuis 1959, Hugo W. Doppler étudie et publie en tant que chercheur indépendant des trouvailles monétaires issues principalement des cantons d'Argovie et de Bâle-Campagne, notamment des sites d'Augusta Raurica, de Baden-Aquae Helveticae, de Windisch-Vindonissa et de Zurzach-Tenedo. Ses travaux numismatiques et historiques sur l'Argovie romaine figurent parmi les ouvrages de référence de l'archéologie suisse.[réf. nécessaire]
De 1969 à 1989, Doppler fut, en tant que chercheur indépendant, conservateur au musée historique de la ville de Baden (de).
Il eut une activité au sein de divers comités d'associations historiques, archéologiques et numismatiques, dont :
- comité de la Gesellschaft Pro Vindonissa[4] 1976–1995, président 1986–1995[5], membre d'honneur en 1997[6].
- comité de la Société suisse de numismatique (de) 1986–1996, membre d'honneur en 2022.

De 1991 à 1999, il fut également membre du conseil d'administration de la société coopérative Schweizer Buchzentrum (de), président 1995–1999[réf. nécessaire].

## Publications (choix)
(août 2022).
- Ein vergessener Münzschatz aus Dättwil bei Baden AG in: Annuaire de la Société suisse de préhistoire et d’archéologie 55, 1970, p. 89–93 (e-periodica.ch).
- Die keltischen Münzen aus Baden (Schweiz) in: Gazette numismatique suisse 23, 1973, cahier 92, p. 125–129 (e-periodica.ch).
- Der römische Vicus Aquae Helveticae Baden (= Guide archéologique de la Suisse 8), Baden 1976.
- Die keltischen Münzen von Vindonissa in: Jahresbericht der Gesellschaft Pro Vindonissa 1977, 1978, p. 37–61 (e-periodica.ch).
- Geschichte und Geschichten der Weiten Gasse in: Hugo Doppler, Edi Zander: Baden seine Weite Gasse, Baden 1987, p. 7–18.
- avec Markus Peter: Vindonissa aus numismatischer Sicht. in: Jahresbericht der Gesellschaft Pro Vindonissa 1998, 1999, p. 47–54 (e-periodica.ch).
- Die Münzfunde aus der Quelle «Grosser Heisser Stein» in Baden AG. in: Revue suisse de numismatique 86, 2007, p. 91–114, pl. 11 (e-periodica.ch).
- Fundmünzen in: Hans Rudolf Sennhauser, Ausgrabungen in Stadtkirche und Dreikönigskapelle Baden 1967/1968, Zurich 2008, p. 198–205. dans le même volume, entre autres : Baden in spätkeltischer, römischer und frühmittelalterlicher Zeit, p. 385–387.
- avec Stephan Wyss: Der Münzhort von Ennetbaden. in: Revue suisse de numismatique 93, 2014, p. 61–90, pl. 7–10 (e-periodica.ch).
- Die Münzsammlung im Historischen Museum Baden. Ein Blick in die Geschichte und auf die Schätze der Kollektion. in: Badener Neujahrsblätter 90, 2015 (parue en 2014), p. 70–79 (e-periodica.ch).